# Angenehmes Wiederau
Angenehmes Wiederau (in tedesco, "Piacevole Wiederau") BWV 30a è una cantata di carattere profano di Johann Sebastian Bach.

## Storia
La cantata Angenehmes Wiederau venne composta da Bach a Lipsia nel 1737 come omaggio a Johann Christian von Hennickes, che aveva acquistato una tenuta con incluso il castello di Wiederau. La prima e unica esecuzione avvenne il 28 settembre dello stesso anno presso il castello di Wiederau, vicino a Lipsia. Il testo della cantata fu probabilmente scritto da Christian Friedrich Henrici, abituale librettista di Bach.
Parte della cantata venne successivamente riutilizzata, con un testo diverso, nella Freue dich, erlöste Schar BWV 30.

## Struttura
La cantata è scritta per soprano solista, contralto solista, tenore solista, basso solista, coro, tromba I, II e III, timpani, flauto I e II, oboe I e II, oboe d'amore, violino I e II, viola, organo e basso continuo ed è suddivisa in tredici movimenti:
1. Coro: Angenehmes Wiederau, per tutti.
2. Recitativo: So ziehen wir, per solisti e continuo.
3. Aria: Willkommen im Heil, willkommen in Freuden, per basso, archi e continuo.
4. Recitativo: Da heute dir, gepriesner Hennicke, per contralto e continuo.
5. Aria: Was die Seele kann ergötzen, per flauto, archi e continuo.
6. Recitativo: Und wie ich jederzeit bedacht, per basso, oboi e continuo.
7. Aria: Ich will dich halten, per basso, oboe, violino concertante, archi e continuo.
8. Recitativo: Und obwohl sonst der Unbestand, per soprano e continuo.
9. Aria: Eilt, ihr Stunden, wie ihr wollt, per soprano, violini e continuo.
10. Recitativo: So recht! ihr seid mir werte Gäste, per tenore e continuo.
11. Aria: So, wie ich die Tropfen zolle, per tenore, flauto, oboe d'amore, archi e continuo.
12. Recitativo: Drum, angenehmes Wiederau, per soprano, contralto e basso, con archi e continuo.
13. Coro: Angenehmes Wiederau, per tutti.